# Троїцька церква (Троїцьке)
Троїцька церква — православний храм та пам'ятка архітектури місцевого значення у Троїцькому.

## Історія
Рішенням виконкому Чернігівської обласної ради народних депутатів від 26.06.1989 № 130 надано статус «пам'ятник архітектури місцевого значення» з охоронним № 65-Чг під назвою «Троїцька церква». Встановлено інформаційну дошку.

## Опис
Троїцька церква побудована в період 1772—1774 років у стилі бароко за прикладом Вознесенської церкви в Коропі. Збереглася донині без перебудов.
Кам'яний, баштоподібний, тетраконхового типу — центричний храм із чотирипелюстковим планом: до квадратного внутрішнього підкупольного приміщення примикають чотири екседри (виступи напівциркульні в плані), які досягають половини його висоти. Грані основного обсягу завершуються трикутними фронтонами. Над основним об'ємом височить восьмигранна вежа (восьмерик) під гранованим куполом з цибулинною главкою. Вікна та двері розташовані у напівкруглих нішах. Храм прикрашений декором, зокрема карнизами, фронтонами над вікнами та дверима, пілястрами по кутах екседр, восьмигранна вежа розчленована пілястрами.
Був у напівзруйнованому стані. Нині проведено ремонтно-реставраційні роботи із збереженням первісного вигляду.